# Queila Gédé
Queila Gédé est une jument de course trotteur français née le 11 mars 1982 et morte en 2007.

## Naissance et élevage
Queila Gédé est née le 11 mars 1982 chez Mme Georges Dreux à Bonchamp-lès-Laval (Mayenne), fille de Gazon et Deila par Quérido II.
Son père Gazon, champion de l'écurie Moreau, par Quasipyl 1'18", lignée mâle Qualumet Delco, remporta les Prix du Président de la République et des Centaures monté par Gérard Mascle. De sa production, figurent Ouragon, Menton, Arzel de Gournay. De Bursardine (1901) par James Watt, jument souche de la lignée maternelle de Queila Gédé, descendent de très nombreux champions dont Quiroga II, Elpenor, Salbry, Insert Gédé, Grassano, Narbon, Olten H, Tarass Boulba et la célèbre Une de Mai.

## Carrière de course
Queila Gédé est la deuxième jument après Masina à remporter le Prix d'Amérique et le Prix de Cornulier. Au début de sa carrière, elle est entrainée par Yvon Martin avec qui elle remporte le Prix du Président de la République, ainsi que cinq semi-classiques. Madame Dreux, désirant l'orienter vers l'attelage, la loue à son beau-frère Roger Baudron avec qui elle gagne la clôture du Grand National du trot. Ensuite, montée par Michel-Marcel Gougeon, elle s'illustre en remportant le Prix de Cornulier et enfin, drivée par Roger Baudron, triomphe dans le Prix d'Amérique devant Potin d'Amour et Ourasi.

## Carrière au haras
Au haras, Queila Gédé se montre bonne reproductrice avec dix produits enregistrés :
- Féerie Gédé (douze produits enregistrés),
- Gédé,
- Hommage Gédé, 1'15"8, étalon (109 produits enregistrés),
- Impérial Gédé,
- Jeila Gédé, 1'15"8 (onze produits enregistrés),
- Karma Gédé , 1'21"3,
- Matador Gédé, 1'15"5,
- Nominal Gédé,
- Octobre Gédé, 1'24"5,
- Quotient Gédé, 1'12"9.

Elle meurt à l'âge de 25 ans, le 29 mai 2007.

## Palmarès

### Attelé
- Prix d'Amérique (Gr.1, 1989)
- Prix de Bretagne (Gr.2, 1988)
- Clôture du Grand National du trot (Gr.2, 1988)
- Prix du Bourbonnais (Gr.2, 1989)
- Prix de Belgique (Gr.2, 1990)
- 2e Prix de Paris (Gr.1, 1991)
- 2e Prix de La Haye (Gr.2, 1988)
- 2e Prix de Belgique (Gr.2, 1989)
- 3e Prix de Buenos-Aires (Gr.2, 1988)

### Monté
- Prix de Cornulier (Gr.1, 1991)
- Prix du Président de la République (Gr.1, 1986)
- Prix Lavater (Gr.2, 1986)
- Prix Philippe-du-Rozier (Gr.2, 1986)
- Prix Olry-Roederer (Gr.2, 1986)
- Prix Céneri-Forcinal (Gr.2, 1986)
- Prix Léon-Tacquet (Gr.2, 1987)
- Prix Camille-Lepecq (Gr.2, 1990)
- Prix Théophile-Lallouet (Gr.2, 1991)
- 2e Prix Hervé-Céran-Maillard (Gr.2, 1987)
- 2e Prix Camille-Lepecq (Gr.2, 1988)
- 2e Prix Guillaume-de-Bellaigue (Gr.2, 1988)
- 2e Prix de Londres (Gr.2, 1990)
- 2e Prix Paul-Buquet (Gr.2, 1991)
- 3e Prix de Cornulier (Gr.1, 1992)
- 3e Prix Edmond-Henry (Gr.2, 1987)
- 3e Prix Émile-Riotteau (Gr.2, 1986)
- 3e Prix Joseph-Lafosse (Gr.2, 1987)
- 3e Prix Victor-Cavey (Gr.2, 1987)
- 3e Prix de l'Île-de-France (Gr.2, 1991)

## Origines
| Origines de Queila Gédé, femelle, baie. | Origines de Queila Gédé, femelle, baie. | Origines de Queila Gédé, femelle, baie. | Origines de Queila Gédé, femelle, baie. |
| --------------------------------------- | --------------------------------------- | --------------------------------------- | --------------------------------------- |
| Père Gazon                              | Quasipyl                                | In Extremis                             | Quiroga II                              |
| Père Gazon                              | Quasipyl                                | In Extremis                             | Roublarde                               |
| Père Gazon                              | Quasipyl                                | Grande Pile                             | Atus II                                 |
| Père Gazon                              | Quasipyl                                | Grande Pile                             | Toutepile                               |
| Père Gazon                              | Ralène                                  | Carioca II                              | Mousko Williams                         |
| Père Gazon                              | Ralène                                  | Carioca II                              | Quovaria                                |
| Père Gazon                              | Ralène                                  | Facilène                                | Perreux                                 |
| Père Gazon                              | Ralène                                  | Facilène                                | Saverne II                              |
| Mère Deila                              | Quérido II                              | Fandango                                | Loudéac                                 |
| Mère Deila                              | Quérido II                              | Fandango                                | Tombelaine                              |
| Mère Deila                              | Quérido II                              | Dladys                                  | Hernani III                             |
| Mère Deila                              | Quérido II                              | Dladys                                  | Gladys                                  |
| Mère Deila                              | Leila                                   | Volontaire                              | Enfant de Troupe                        |
| Mère Deila                              | Leila                                   | Volontaire                              | Consolata                               |
| Mère Deila                              | Leila                                   | Dounsgate                               | Quel Veinard                            |
| Mère Deila                              | Leila                                   | Dounsgate                               | Ramsgate                                |